# Весёловский сельский совет (Бериславский район)
Весёловский сельский совет (укр. Веселівська сільська рада) — входит в состав
Бериславского района
Херсонской области
Украины.
Административный центр сельского совета находится в 
с. Весёлое
.

## Населённые пункты совета
- с. Весёлое